# 曹子整
郿戴公曹子整（2世紀？—218年），曹操的儿子，母亲是李姬。

## 生平
奉从叔父郎中曹绍之后，其妻是袁谭的女儿，后因袁谭背盟而被遣返。建安二十二年（217年），封郿侯。二十三年（218年），去世。无子。黄初二年（221年）追进公爵，谥号戴公。

## 嗣子
以彭城王曹据子曹范奉曹子整后。三年（222年），封平氏侯。四年（223年），徙封成武。太和三年（229年），进爵为公。青龙三年（235年）曹范薨。谥曰悼公。无后。四年（236年），诏以曹范弟东安乡公曹阐为郿公，奉曹子整后。

## 延伸阅读
[在维基数据编辑]
 《三國志·卷20》，出自陳壽《三國志》